# Województwo wołyńskie (1793)

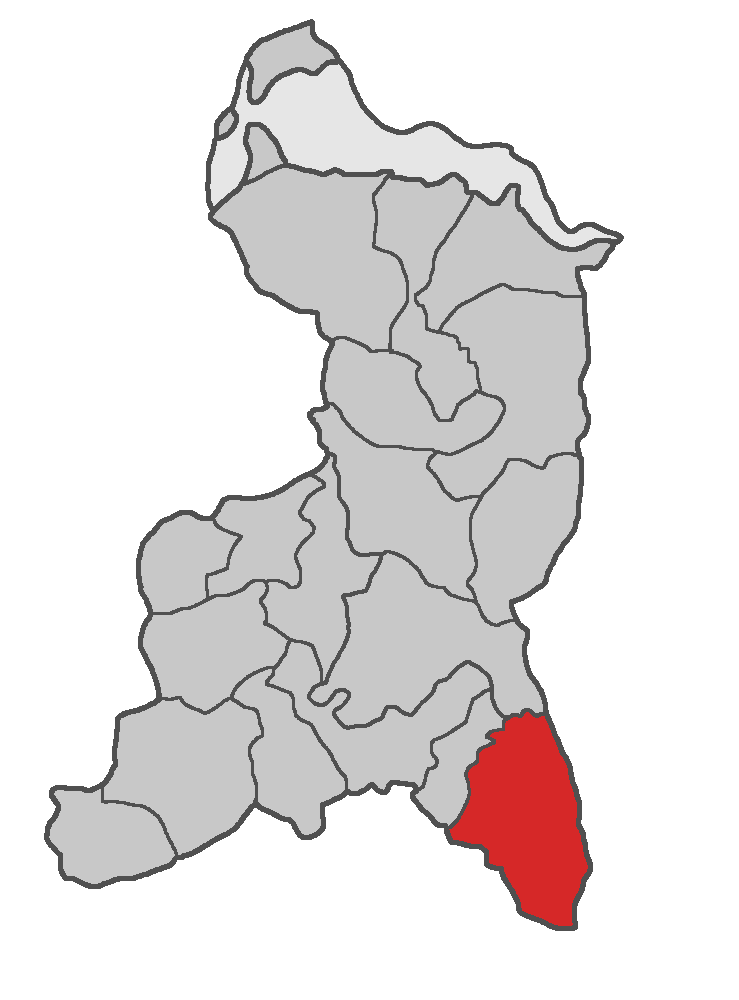
Województwo wołyńskie na tle województw utworzonych na sejmie grodzieńskim

Województwo wołyńskie zostało utworzone na sejmie grodzieńskim 23 listopada 1793 r. z powiatu łuckiego i krzemienieckiego. Nie zostało w pełni zorganizowane w związku z rozpoczęciem insurekcji kościuszkowskiej. Województwo miało mieć w Sejmie dwóch senatorów (wojewodę i kasztelana) i sześciu posłów wybieranych na cztery lata (po dwóch z każdej ziemi). Miało wybierać 12 sędziów ziemskich, 12 komorników ziemskich, 2 pisarzy sądowych ziemskich, 18 komisarzy porządkowych, 2 regentów aktowych. Sejmiki poselskie miały odbywać się w kościele katedralnym w Łucku, zaś sejmiki: elekcyjne deputackie, sędziów ziemskich i komisarzy porządkowych na przemian w Łucku i Krzemieńcu (w kościele pojezuickim).
Województwo dzieliło się na trzy ziemie:
- łucką
- krzemieniecką
- poliską

Dokładny podział województwa na ziemie (powiaty) mieli dokonać obywatele za aprobatą Rady Nieustającej.